# Parafia Podwyższenia Krzyża Świętego w Lubieni
Parafia Podwyższenia Krzyża Świętego w Lubieni – jedna z 12 parafii dekanatu Starachowice-Południe diecezji radomskiej.

## Historia
- W Lubieni istniała dawna kopalnia rud żelaznych. Od 1980 organizowano tu duszpasterstwo. Kaplicę tymczasową w domu mieszkalnym zorganizował ks. Zbigniew Kowalczyk, wikariusz z Krynek. Kościół pw. Podwyższenia Krzyża Świętego, według projektu arch. Zofii Łotkowskiej z Radomia i P. Franczaka, zbudowany został w latach 1983–1986 staraniem ks. Krzysztofa Orła, na ziemi podarowanej przez Franciszka i Józefę Jańców. Poświęcenia świątyni dokonał 9 września 1986 bp. Edward Materski, który 1 stycznia 1984 erygował tam parafię z wydzielonego terenu parafii Krynki. Kościół jest jednonawowy, wybudowany z kamienia czerwonego i cegły.

## Terytorium
- Do parafii należą: Działki, Henryk, Kutery, Klepacze, Komorniki, Lubienia, Młynek, Przymiarki[1].

## Proboszczowie
- 1984 – 2017 – ks. kan. Krzysztof Orzeł
- 2017 – 2020 – ks. Sławomir Rak
- 2020 – 2022 – ks. Zbigniew Kowalczyk (jun.)
- 2022 – nadal – ks Dariusz Zając